# 宇都宮正綱
宇都宮 正綱（うつのみや まさつな）は、室町時代後期から戦国時代初期の武将・守護大名、下野の宇都宮氏16代当主。宇都宮氏庶流の武茂氏の当主も兼ねていた。

## 生涯

### 誕生
文安4年（1447年）に誕生。通説では芳賀成高の子とされ、『下野国誌』所収「芳賀系図」などを始めとした多くの文献や古典がこれに基づき書かれている。一方で、近年宇都宮等綱の二男とする説も提唱されている。

### 武茂氏・宇都宮氏の当主となる
当初、武茂氏の当主となっていたが、寛正4年（1463年）死去した宇都宮明綱に子がなかったので、宇都宮氏本家の家督も継承することになり、宇都宮・武茂両氏の当主となった。これらの経緯については、正綱の出自を従来説の芳賀氏とするか新説の宇都宮氏とするかで、見解が分かれている
。
この頃の宇都宮氏の勢威は衰退しきっており、滅亡の危機に晒されていたが、小山氏当主小山持政の後見を受けていた。しかし、その代償として都賀郡や南部の宇都宮領を小山氏に譲渡することになった。また、当時は小山氏は最盛期を迎えており、持政に宇都宮家中を介入されたりもしていた。

### 戦国期宇都宮家中の原型を成立
正綱は塩谷氏、武茂氏といった主要な宇都宮一族を臣従化させ、宇都宮家中の原型を形成させた。臣従のあかしとして宇都宮氏惣領の通字である「綱」の一字を実名に与えていることが特徴であり、こうして形成された宇都宮家中は室町時代の頃の盟約的な一族結合である「一家中」とは明確に異なっていた。そのため宇都宮正綱の代から少しずつ戦国大名化していった。
塩谷氏は文正元年（1466年）時点だと塩谷周防守（塩谷氏惣領）、塩谷安芸入道といった人物が活躍していたが宇都宮氏とは敵対的であり、次代の塩谷民部少輔の代には正綱に臣従している。以降、宇都宮氏と塩谷氏の関係が大きく変わっているため、塩谷民部少輔は塩谷周防守の子ではなく別の宇都宮氏流塩谷氏出身である可能性も指摘されている。正綱が塩谷民部少輔を取り立て、塩谷氏惣領の家督を継承させた。『秋田塩谷系譜』に基づけば、塩谷民部少輔は塩谷隆綱である可能性があるが定かではない。
武茂氏は正綱自身が継いでいたが、後に子の兼綱に武茂氏を継がせて武茂氏当主にさせている。また、宇都宮一族の壬生氏も壬生胤業の子に綱の一字を与え壬生綱重と名乗らせた。ただし、これらのことは次代の宇都宮成綱が行った可能性もある。
上三川氏、今泉氏、横田氏、多功氏といった宇都宮一族は以前から宇都宮氏惣領に従順だった。
正綱が原型としての宇都宮家中を成立させ、次代の中興の祖・宇都宮成綱がそれを発展させて家臣団の再編が成し遂げられた。

### 享徳の乱
享徳の乱以降関東においては古河公方足利成氏と関東管領上杉氏が対立しており、正綱は小山持政に従い、成氏方について転戦していた。
しかし、1470年頃になると成氏方は押されつつあり、厳しい状況になっていた。その際に重臣芳賀高益の献策により宇都宮氏は一時的に上杉方に寝返っている。
1476年、上杉方の長尾景春が反乱を起こした（長尾景春の乱）。
1477年正月には、翌年に行われる予定の宇都宮社社殿の式年遷宮に向けて日光山と宇都宮社の関係を説き描いた『日光山縁起』絵巻の転写などの準備をしていた。
1477年、正綱は成氏に従い長尾景春の救援に向かったが、上野国の川曲の戦いで陣没した。さらに従軍していた宇都宮一族の横田綱親・保業・清業父子、今泉盛泰も討死し、紀党の棟梁益子唯正・延正父子も討死する等甚大な被害を受けた。享年31。
宇都宮社社殿の式年遷宮は、翌年（1478年）に宇都宮氏17代当主となった成綱により無事行われた。

## 系譜
宇都宮興綱（芳賀興綱）に関しては様々な説があり、通説である宇都宮正綱の次男とする説の他に、宇都宮成綱の末子とする新説、または宇都宮忠綱の子とする説もある。
興綱については正綱、成綱、忠綱の誰の子とするかはいずれも決定的な確証がなく、いまだに議論が絶えないのが実状である。
また、新説の場合、成高寺と宇都宮正綱・成綱父子の関係など芳賀氏が宇都宮氏に養子縁組した旧説の課題点も残されている。

### 通説
- 父：芳賀成高
- 兄弟
  - 芳賀高益
- 妻：石塚義親娘
  - 宇都宮成綱
  - 武茂兼綱
- 妻：上杉顕実娘
  - 芳賀興綱
- 妻：上杉房顕娘
  - 塩谷孝綱

### 新説（江田郁夫提唱説）
- 父：宇都宮等綱
- 母：小山満泰娘
- 兄弟
  - 宇都宮明綱
- 妻：石塚義親娘[注釈 10]
  - 武茂兼綱
  - 宇都宮成綱
  - 玉隣慶珎大姉（結城政朝妻）
- 妻：上杉房顕娘
  - 塩谷孝綱

## 偏諱を与えた人物
ただし、以下の人物は次代の宇都宮成綱が偏諱を与えた可能性もある。
- 壬生綱重
- 笠間資綱